# 埃尔蓬特德瓦尔
埃尔蓬特德瓦尔，是西班牙加泰罗尼亚莱里达省的一个市镇。 总面积43平方公里，总人口159人（001年），人口密度4人/平方公里。